# Płońsk
Płońsk (německy Plöhnen) je město ve středním Polsku v Mazovském vojvodství ve stejnojmenném okrese. Leží příbližně 66 kilometrů severozápadně od Varšavy na řece Płonka. V roce 2024 zde žilo 21 530 obyvatel při rozloze 11,6 km².

## Osobnosti
- David Ben Gurion (1886–1973) – izraelský politik, první premiér státu Izrael